# Aline Rosas
Aline Waleska Lopes Rosas, mais conhecida como Aline Pará (João Pessoa, 28 de junho de 1979) é uma handebolista brasileira.

## Trajetória desportiva
A vida escolar fez a atleta descobrir sua paixão pelo handebol logo cedo, pois uma bolsa de estudos que Aline ganhou em 1992 exigia que ela praticasse a modalidade e, com o tempo, ela faz de tal exigência a sua profissão.
Aos 15 anos ela tomou uma decisão: deixou a Paraíba e se mudou para São Paulo; foi para Mirassol, no interior de São Paulo, onde dividiu uma república com 15 meninas. Em São Paulo, atuou também pela equipes do Guarulhos e da Metodista de São Bernardo do Campo, até se transferir para o Blumenau, em Santa Catarina.
Em 1995, Aline viveu um importante momento em sua carreira, ao ser eleita a melhor jogadora do Campeonato Brasileiro de Handebol Feminino. Outros grande momento foi a participação nos Jogos Pan-Americanos de 2003 em Santo Domingo, defendendo o uniforme da seleção brasileira, e onde foi medalha de ouro.
Disputou as Olimpíadas de Atenas em 2004. Nos Jogos Olímpicos de Pequim, em 2008, ela defendeu a seleção brasileira que ficou em nono lugar.